# Cecilio Ocón
José Cecilio Luis Ocón Ruday (estado de Sinaloa, 27 de agosto de 1879 - Ciudad de México, 3 de febrero de 1948) fue un militar, político y empresario mexicano que participó en la Revolución Mexicana.

## Biografía
Cecilio Ocón nació en Mazatlán, Sinaloa, el 27 de agosto de 1879, siendo hijo de Cecilio Ocón y de Beatriz Ruday de ascendencia inglesa.
En octubre de 1912 se reunió con los antiguos porfiristas Manuel Mondragón y Gregorio Ruiz en La Habana para fraguar un cuartelazo contra el presidente Francisco I. Madero en un plan que consistía en liberar de prisión a los generales Bernardo Reyes y Félix Díaz, para finalmente secuestrar y fusilar al presidente Madero. Conspiraría también al lado de otras personalidades como Fernando Barrera, Rafael Zayas, Juan Montaño y Francisco Landeros en el hotel Majestic de la capital.
Al inicio de la llamada Decena Trágica, Bernardo Reyes y Félix Díaz fueron liberados de prisión para encabezar una revuelta; en los primeros enfrentamientos Reyes murió a las puertas del Palacio Nacional tras sostener un combate contra las fuerzas comandadas por el general maderista Lauro Villar. Ocón estuvo acuartelado en el edificio de La Ciudadela junto a los militares rebeldes Manuel Mondragón y Félix Díaz recibiendo suministros de los empresarios residentes de la Ciudad de México, entre ellos Ignacio de la Torre, yerno del general Porfirio Díaz y el asturiano Íñigo Noriega. Gregorio Ruiz fue fusilado en los patios centrales del Palacio Nacional por órdenes del general Victoriano Huerta junto a varios partidarios de Félix Díaz.
Fue el responsable del homicidio de Gustavo Madero, hermano del presidente Francisco I. Madero, quien fuera hecho prisionero en el restaurante Gambrinus por el mercenario Luis Fuentes al mismo tiempo en que el presidente junto al vicepresidente José María Pino Suárez, Federico González Garza y el general Felipe Ángeles fueran hechos prisioneros por el general Aureliano Blanquet. Gustavo fue conducido a La Ciudadela y entregado personalmente a Ocón, quien luego de que le manifestara su fuero lo abofeteó para después ordenar a los cadetes de la Escuela de Aspirantes de Tlalpan que estaban en estado de ebriedad que hicieran con el lo que quisieran, estos se ensañaron golpeándolo, torturándolo a punta de bayoneta y dejándolo ciego sacándole su único ojo sano para después matarlo a balazos. Esto a manos de un desertor del 29.º Batallón de nombre José María Melgarejo. Fue testigo de aquel aberrante asesinato mientras se deleitaba con una botella de coñac. En esas purgas serían ejecutados también el intendente del Palacio Nacional, Adolfo Bassó y el periodista Manuel Oviedo.
Huerta presiono al Congreso de la Unión para que se nombrara ministro de Gobernación al licenciado Pedro Lascuráin, entonces ministro de Relaciones Exteriores y a su vez asumirá el cargo de presidente interino en el que duró solamente 45 minutos en el poder antes de dimitir a favor de Huerta. Ocón estuvo presente en la toma de posesión de Huerta junto a otras personalidades como Francisco León de la Barra, Toribio Esquivel Obregón, Alberto García Granados, Jorge Vera Estañol, Manuel Mondragón, Rodolfo Reyes, Enrique Cepeda, Aureliano Blanquet y el embajador de Estados Unidos Henry Lane Wilson.
Cecilio Ocón fue cómplice de Victoriano Huerta, Aureliano Blanquet, Manuel Mondragón, Rodolfo Reyes, Fidencio Robles, Enrique Cepeda y Alberto García Granados en los asesinatos de Madero y Pino Suárez. Ocón fue testigo del artero asesinato de Madero a manos del mayor de rurales, Francisco Cárdenas quien luego de obligar al depuesto presidente a descender del vehículo lo mató de dos balazos de revólver en la nuca. Pino Suárez trató de fugarse, pero fue ultimado por el teniente Rafael Pimienta, quien fue capturado y fusilado luego de haber secundado la Rebelión delahuertista.
Durante los primeros meses de la dictadura golpista tuvo que lidiar con las constantes acusaciones de ser cómplice en los asesinatos de los hermanos Madero y de haber sido el promotor del golpe militar. Cuando Huerta rompió con su aliado Félix Díaz y relevo a los felicistas de su gabinete, comenzando por Manuel Mondragón, el jefe del ejército y el ministro de Relaciones Exteriores, el expresidente Francisco León de la Barra. De hecho el propio Rodolfo Reyes uno de los firmantes del denominado Pacto de la Embajada fue encarcelado en la Cárcel de Belén y Enrique Cepeda, quien fue asesinado supuestamente por órdenes de su compadre Huerta. Ante el temor de represalias en su contra o un posible intento de asesinato por parte de la oposición o del mismo Huerta, Ocón huyó a Estados Unidos de donde después emigro a Cuba. Tiempo después se estableció con su familia en España, de donde los revolucionarios triunfantes solicitarían su extradición a México para ser juzgado ante un consejo de guerra en septiembre de 1914. Sus propiedades fueron expropiados por los carrancistas.
A principios de 1916 en complicidad de Félix Díaz tramo un alzamiento contra el Primer Jefe Venustiano Carranza, pero fracaso pues nadie secundo su rebelión. Durante la lucha anticarrancista de Félix Díaz, Ocón fue su representante financiero en los Estados Unidos. No sólo fracasó en la obtención de fondos, sino que tuvo problemas permanentes con el representante político del felicismo, Pedro del Villar.
Posterior a la Revolución concluida en 1920 y tras el asesinato del presidente Carranza, se interesó para participar en otros movimientos rebeldes en los cuales no fue aceptado en ninguno de ellos por sus antecedentes personales y buscó realizar negocios con compañías bananeras y cordeleras, que nunca tuvieron éxitos. Por haber sido uno de los principales participantes más importantes del Cuartelazo que originó la caída y posterior asesinato del presidente Francisco I. Madero y del Vicepresidente José María Pino Suárez, siempre fue visto con recelo, desconfianza y carencia de veracidad. Pasó al ostracismo y al anonimato por lo cual se desconocen detalles de su vida posterior aunque se dice que intentó obtener éxito como empresario televisivo como refiere el historiador Paco Ignacio Taibo II. No se sabe muy bien su fecha de muerte, solo se especula que falleció en 1948. Se decía que su apellido "OCÓN" era sinónimo de alta traición.